# Ліберті (округ, Монтана)
Шаблон:StateAbbr_ 48°33′ пн. ш. 111°02′ зх. д. / 48.55° пн. ш. 111.03° зх. д.
Округ  Ліберті (англ. Liberty County) — округ (графство) у штаті  Монтана, США. Ідентифікатор округу 30051.

## Історія
Округ утворений 1920 року.

## Демографія
За даними перепису 
2000 року 
загальне населення округу становило 2158 осіб, усе сільське.
Серед мешканців округу чоловіків було 1063, а жінок — 1095. В окрузі було 833 домогосподарства, 584 родин, які мешкали в 1070 будинках.
Середній розмір родини становив 3,11.
Віковий розподіл населення поданий у таблиці:
| Стать    | До 15 років | 15-21 | 22-29 | 30-39 | 40-49 | 50-65 | 65-85 | Понад 85 |
| -------- | ----------- | ----- | ----- | ----- | ----- | ----- | ----- | -------- |
| Чоловіки | 218         | 119   | 61    | 122   | 180   | 176   | 157   | 30       |
| Жінки    | 195         | 107   | 74    | 134   | 176   | 171   | 194   | 44       |

## Суміжні округи
- Фоті-Майл № 8, Альберта — північ
- Гілл — схід
- Чуто — південь
- Пондера — південний захід
- Тул — захід

## Виноски
1. ↑  US Decennial Census. US Census Bureau. Архів оригіналу за 26 квітня 2015. Процитовано 28 листопада 2014.
2. ↑  Historical Census Browser. University of Virginia Library. Архів оригіналу за 11 серпня 2012. Процитовано 28 листопада 2014.
3. ↑  Population of Counties by Decennial Census: 1900 to 1990. US Census Bureau. Архів оригіналу за 22 вересня 2018. Процитовано 28 листопада 2014.
4. ↑  Census 2000 PHC-T-4. Ranking Tables for Counties: 1990 and 2000 (PDF). US Census Bureau. Архів оригіналу (PDF) за 18 грудня 2014. Процитовано 28 листопада 2014.
5. ↑  State & County QuickFacts. US Census Bureau. Архів оригіналу за 6 червня 2011. Процитовано 15 вересня 2013.(англ.) Наведено за англійською вікіпедією.
6. ↑  American FactFinder. Бюро перепису населення США. Архів оригіналу за 26 лютого 2012. Процитовано 31 січня 2008.

| США | Це незавершена стаття з географії США. Ви можете допомогти проєкту, виправивши або дописавши її. |